# Bordumer Busch
Der Bordumer Busch ist der Name eines Naturschutzgebietes in der niedersächsischen Stadt Wilhelmshaven.
Das Naturschutzgebiet Bordumer Busch mit dem Kennzeichen NSG WE 239 entstand durch die weitgehend ungestörte Entwicklung eines ursprünglich teils angepflanzten, teils natürlich gewachsenen Waldes. Seit Ende des Zweiten Weltkrieges ist der Zutritt zum Gelände wegen militärischer Munitionshinterlassenschaften verboten. So entwickelte sich ein Waldgebiet mit unterschiedlichen Feuchtegraden. Einige besonders gefährdete Pflanzen- und Tierarten finden hier einen ungestörten Lebensraum in einer reichen und vielgestaltigen Kraut-, Strauch- und Baumschicht sowie eingestreuten Röhrichten, Stillgewässern und Lichtungsbereichen.
Das Naturschutzgebiet befindet sich westlich des Banter Sees zwischen dem Ems-Jade-Kanal und dem Jadebusen. Unterbrochen wird es von einer Straße und dem Gleis einer Güterbahn, die das Gebiet in west-östlicher Richtung durchqueren. Die Fläche des Naturschutzgebiets beträgt 34 Hektar. Das Gebiet steht seit dem 23. November 2002 unter Naturschutz. Zuständige untere Naturschutzbehörde ist die Stadt Wilhelmshaven.